# Spigelia anthelmia
Spigelia anthelmia là một loài thực vật có hoa trong họ Mã tiền. Loài này được L. miêu tả khoa học đầu tiên năm 1753.

## Hình ảnh

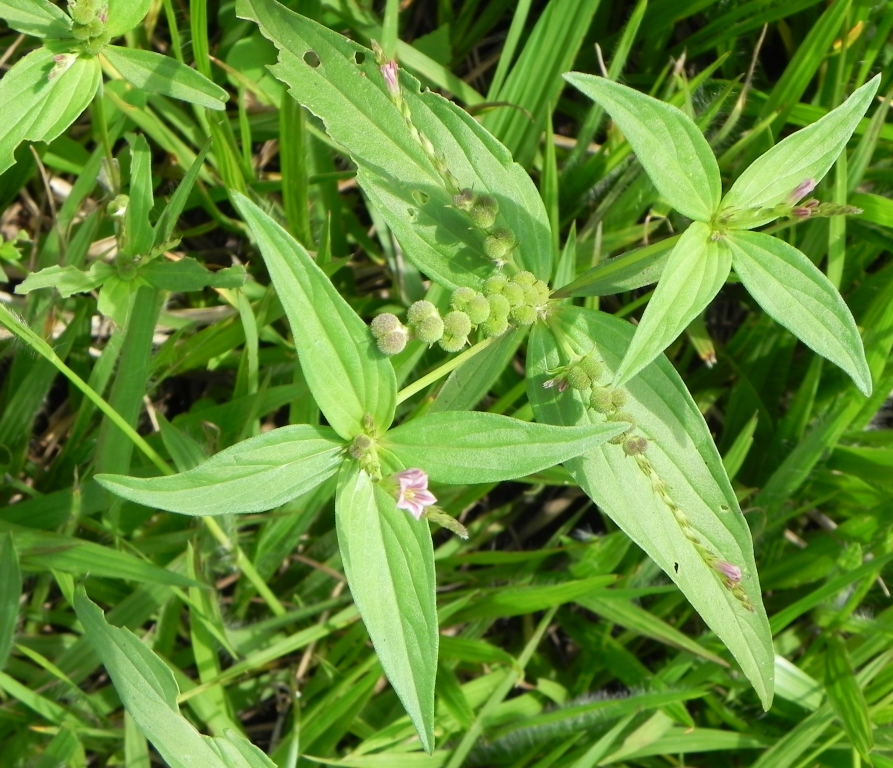
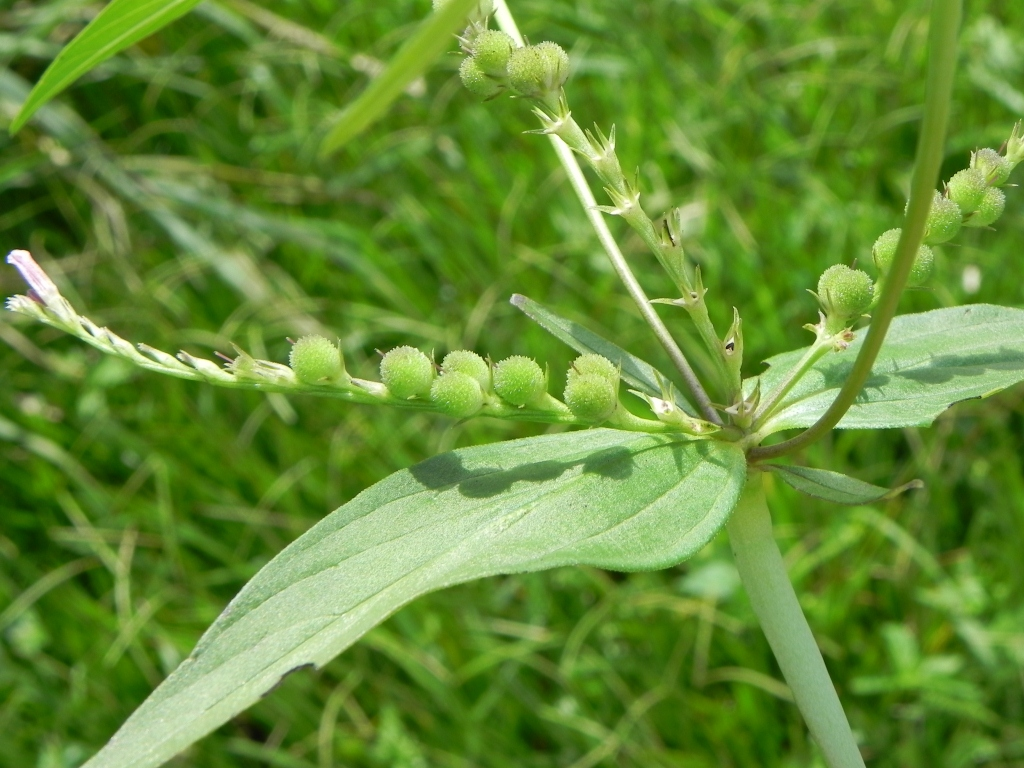